# Kouan-Houlé
Kouan-Houlé  è una città e sottoprefettura della Costa d'Avorio appartenente al dipartimento di Danané. Conta una popolazione di 27 926 abitanti (censimento 2014).